# Región Autónoma Serbia de Krajina
La Región Autónoma Serbia de Krajina (serbocroata: Srpska autonomna oblast Krajina / Српска аутономна област Крајина) o SAO Krajina (САО Крајина) fue una región (oblast) autónoma serbia autoproclamada dentro de la actual Croacia (entonces parte de Yugoslavia). El territorio consistía en municipios mayoritariamente serbios de la República de Croacia que declararon su autonomía en octubre de 1990. Se formó como SAO Kninska Krajina (САО Книнска Крајина), pero, tras la inclusión de otras zonas de población serbia, cambió su nombre simplemente a SAO Krajina. En 1991 la SAO Krajina se declaró como la República Serbia de Krajina, y posteriormente incluyó las otras dos SAO serbias de Croacia, la SAO Eslavonia Occidental y la SAO Eslavonia Oriental, Baranja y Syrmia Occidental.

## Historia
Tras las elecciones parlamentarias de Croacia de 1990, aumentaron las tensiones étnicas en el país. El presidente croata Franjo Tuđman estaba planeando la secesión de Croacia de Yugoslavia, así que, anticipándose, los líderes serbios crearon una región autónoma alrededor de la ciudad de Knin. Inicialmente, se la denominó SAO Kninska Krajina, pero, tras unirse a la Asociación de Municipios de Dalmacia del Norte y Lika, pasó a llamarse SAO Krajina en diciembre de 1990.
En diciembre de 1990, la SAO Kninska Krajina abarcaba la Comunidad de Municipios de Dalmacia Septentrional y Lika. Se fusionó con la Asociación de Municipios Autónomos Serbios y pronto comenzó a formar sus propias instituciones gubernamentales, incluido el Consejo Nacional Serbio, un parlamento para la región. Originalmente se esperaba que Franjo Tuđman quisiera que Croacia fuera un estado nación dentro de Yugoslavia después de las reformas democráticas y descentralizadoras. Cuando esto resultó ser poco probable, querían que fuera independiente de Croacia pero que permaneciera dentro de la mini-Yugoslavia propuesta bajo la Iniciativa de Belgrado. El 28 de febrero de 1991 fue declarada oficialmente la SAO Krajina. Anunció que planeaba separarse de Croacia si esta se independizaba de Yugoslavia.
El Consejo Nacional Serbio, el 16 de marzo de 1991, declaró la independencia de Krajina de Croacia. El 12 de mayo de 1991 se celebró un referéndum en el que más del 99 por ciento de los votos apoyaron la unificación con Serbia. Después la asamblea de Krajina declaró que "el territorio de la SAO Krajina es una parte constitutiva del territorio unificado de la República de Serbia".
Pronto comenzó el conflicto entre los serbios de Krajina y las autoridades croatas. Después de que Eslovenia y Croacia declarasen la independencia, la violencia se intensificó a medida que los serbios ampliaron el territorio que tenían con la ayuda del Ejército Popular Yugoslavo (JNA), para incluir finalmente a la SAO de Eslavonia Oriental, Baranja y Srijem Occidental y la SAO de Eslavonia Occidental. El territorio controlado por los serbios incluía un tercio de Croacia en el momento en que se desarrollaba la Guerra de Independencia croata.
El 19 de diciembre de 1991, las dos SAO, por iniciativa de Milán Babić (presidente de la SAO Krajina) y Goran Hadžić (presidente de la SAO Eslavonia Oriental, Baranja y Srijem Occidental) fueron declaradas como un solo estado serbio con el nombre de República Serbia de Krajina. En febrero de 1992, las autoridades declararon la independencia.
Esta autoproclamada SAO Krajina se disolvió después del 5 de agosto de 1995, cuando las fuerzas armadas croatas reintegraron sus territorios a Croacia.